# Jiří Fryš
 Jiří Fryš (* 11. März 1950 in Prag) ist ein tschechischer Fußballtrainer.

## Trainerkarriere
Fryš übernahm Anfang 1993 Dukla Prag in der letzten Saison der tschechoslowakischen Liga und führte die Mannschaft vom letzten Platz zum Klassenerhalt. Nach sechs Auftaktniederlagen in der Spielzeit 1993/94 wurde Fryš entlassen. Im Januar 1994 wurde Fryš Trainer beim damaligen Zweitligisten SKPP Znojmo, konnte den Fall der Mannschaft in die Drittklassigkeit jedoch nicht mehr verhindern. Fryš blieb bis 1998 in Znojmo. Im Sommer 1999 übernahm er den FC VMG Kyjov in der 3. Liga MSFL, im Verlauf der folgenden Saison 2000/01 löste ihn Zdeněk Mareček ab.
Fryš stieg in der Saison 2001/02 mit dem FC Group Dolní Kounice in die 2. Liga auf. Nach nur drei Punkten aus neun Spielen wurde er am 9. Oktober 2002 entlassen. In der Winterpause übernahm Fryš den Ligakonkurrenten SK LeRK Prostějov. In der Spielzeit 2003/04 war er Co-Trainer bei Viktoria Pilsen, im November 2004 wurde er Assistenztrainer beim SFC Opava. In Opava blieb Fryš bis September 2005, dann wurde er Trainer beim Drittligisten MSK Břeclav. Im Laufe der Saison wurde Fryš durch Radek Rabušic ersetzt.
Ab der Saison 2006/07 arbeitete Fryš als Co-Trainer bei Sigma Olomouc, Ende April 2008 übernahm er interimsweise bis Saisonende den Posten des Cheftrainers vom entlassenen Martin Pulpit.